# Formação Vila Maria
A Formação Vila Maria é uma formação geológica da Bacia do Paraná, formada principalmente por folhelhos, em geral, de cor vermelha, micáceos e com aspecto ferruginoso, porém localmente cinza-escuros. Estes folhelhos possuem um conteúdo fóssil abundante de graptólitos, trilobitas, braquiópodos e quitinozoários . A Formação Iapó pertence à supersequência estratigráfica de segunda ordem denominada Superseqüência Rio Ivaí .